# Bahnhof Hanau-Wilhelmsbad
Der Bahnhof Hanau-Wilhelmsbad ist ein ehemaliger Fürstenbahnhof und heute Haltepunkt an der Bahnstrecke Frankfurt–Hanau in Hanau.

## Funktion

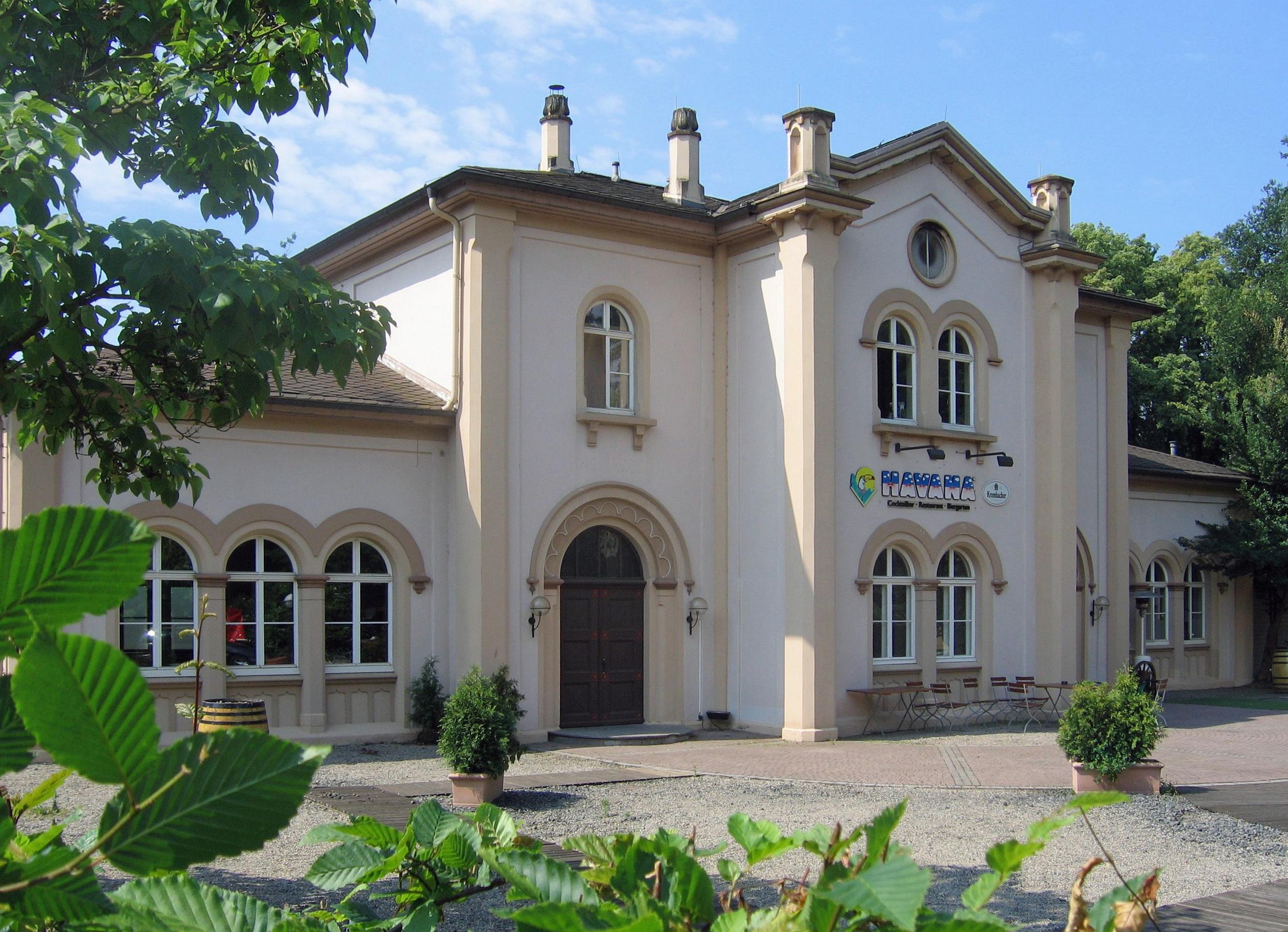
Empfangsgebäude, Straßenseite

Er wurde in unmittelbarer Nähe und unter Bezug auf die Badeanlage Wilhelmsbad errichtet und bediente den Ausflugsverkehr nach dort. Schon kurz nach der Eröffnung sollen bei gutem Wetter an Feiertagen bis zu 16.000 Menschen mit der Bahn angereist sein. Heute wird der Bahnhof aufgrund eines großen Parkplatzes in unmittelbarer Nähe von zahlreichen Pendlern genutzt. Außerhalb der Hauptverkehrszeiten ist dieser Haltepunkt allerdings eher schwach frequentiert. Er verfügt über zwei Außenbahnsteige, die nur durch den benachbarten Bahnübergang der Burgallee miteinander verbunden sind. Des Weiteren bindet der Bahnhof das nahegelegene Herbert-Dröse-Stadion an den Bahnverkehr an.

## Empfangsgebäude
Das Empfangsgebäude ist eines der ältesten erhalten gebliebenen in Hessen. Es wurde am 10. September 1848 in Betrieb genommen. Architekt war Julius Eugen Ruhl. Er platzierte es unmittelbar an der Kreuzung der Hochstädter Landstraße mit der Burgallee, der Verbindung zwischen dem Park Wilhelmsbad und Schloss Philippsruhe, das zur Errichtungszeit des Bahnhofs kurfürstliche Residenz war. Das Empfangsgebäude wies deshalb ursprünglich einen außergewöhnlichen Grundriss auf: Der Empfangsbereich für den Kurfürsten lag in der Mitte und zerschnitt so die Bereiche für die „normalen“ Reisenden. Die eine Seite war für die Reisenden der 1. und 2. Klasse, die andere für Reisende der 3. Klasse vorgesehen. Einen Fahrkartenschalter gab es aber nur im Bereich der 3. Klasse. In den 1990er Jahren wurde das Bauwerk privatisiert und wird seitdem gastronomisch genutzt. Das Empfangsgebäude ist ein Kulturdenkmal nach dem Hessischen Denkmalschutzgesetz. Es kann heute zum baulichen Ensemble des Parks von Wilhelmsbad gerechnet werden.

## Verkehr

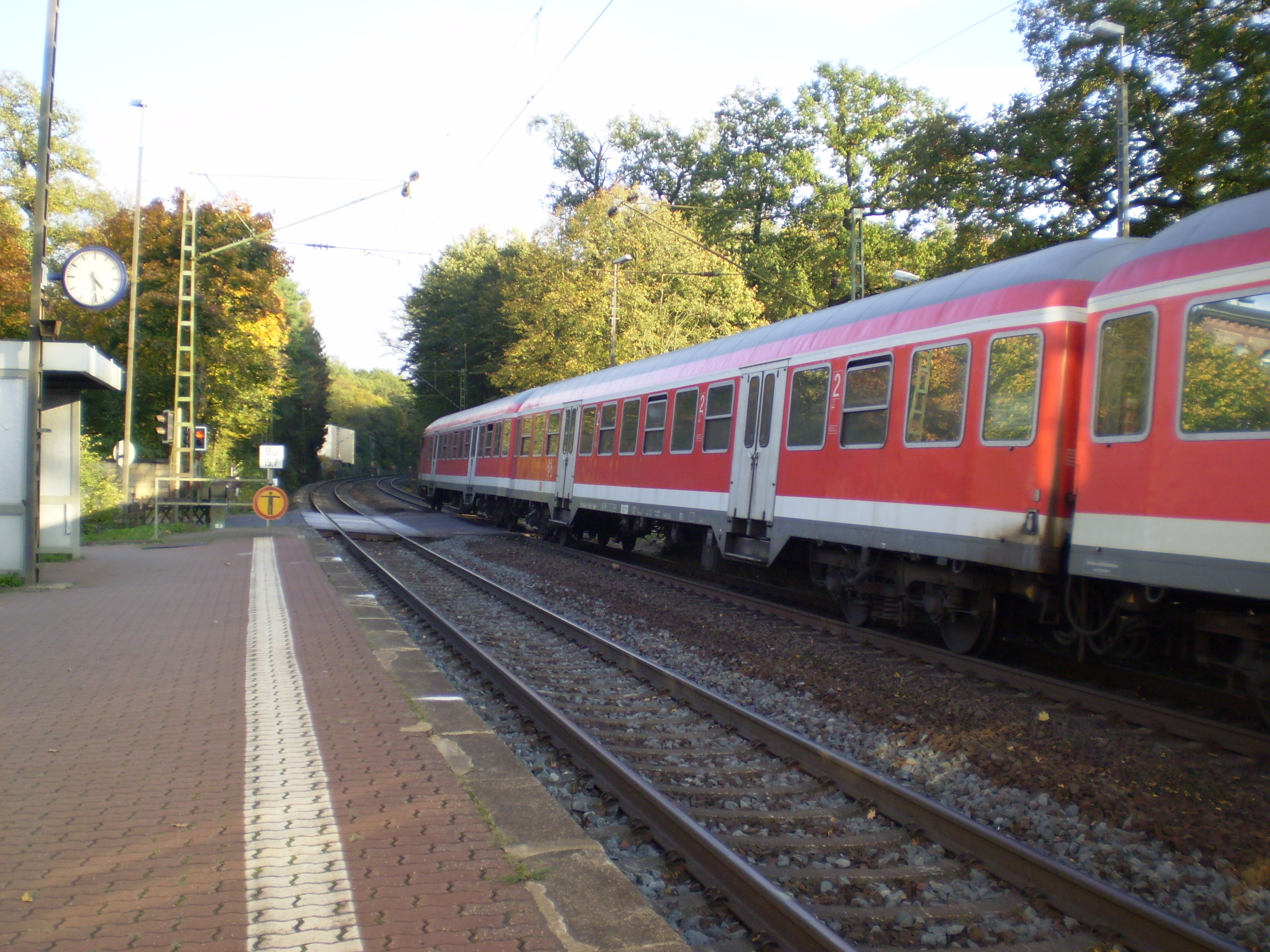
Regionalbahn im Bhf Wilhelmsbad

Der Haltepunkt wird im Personenverkehr von den RMV-Linien RE 54 und RB 58 bedient.
| Linie | Verlauf | Takt                                 | Betreiber       |
| ----- | --- | ------------------------------------ | --------------- |
| RE 54 | Main-Spessart-Express: Frankfurt (Main) Hbf – Frankfurt (Main) Süd – Frankfurt Ost – Frankfurt-Mainkur – Maintal West – Maintal Ost – Hanau-Wilhelmsbad – Hanau West – Hanau Hbf – Kahl (Main) – Dettingen (Main) – Kleinostheim – Aschaffenburg Hbf – Heigenbrücken – Wiesthal – Partenstein – Lohr Bf – Langenprozelten – Gemünden (Main) – Karlstadt (Main) – Retzbach-Zellingen – Würzburg Hbf – Schweinfurt Hbf – Haßfurt – Bamberg Stand: Fahrplanwechsel Dezember 2021 | 120 min (mit Lücken zur HVZ)         | DB Regio Bayern |
| RB 58 | Rüsselsheim Opelwerk – Rüsselsheim – Frankfurt am Main Flughafen Fernbf / (Frankfurt (Main) Hbf –) (nur HVZ) Frankfurt (Main) Süd – Frankfurt Ost – Frankfurt-Mainkur – Maintal West – Maintal Ost – Hanau-Wilhelmsbad – Hanau West – Hanau Hbf – Großauheim (Kr Hanau) – Großkrotzenburg – Kahl (Main) – Dettingen (Main) – Rückersbacher Schlucht – Kleinostheim – Aschaffenburg Hbf – Hösbach – Laufach Stand: Fahrplanwechsel Dezember 2021                               | 60 min 30 min (FF Süd–Hanau zur HVZ) | HLB Hessenbahn  |

## Planungen

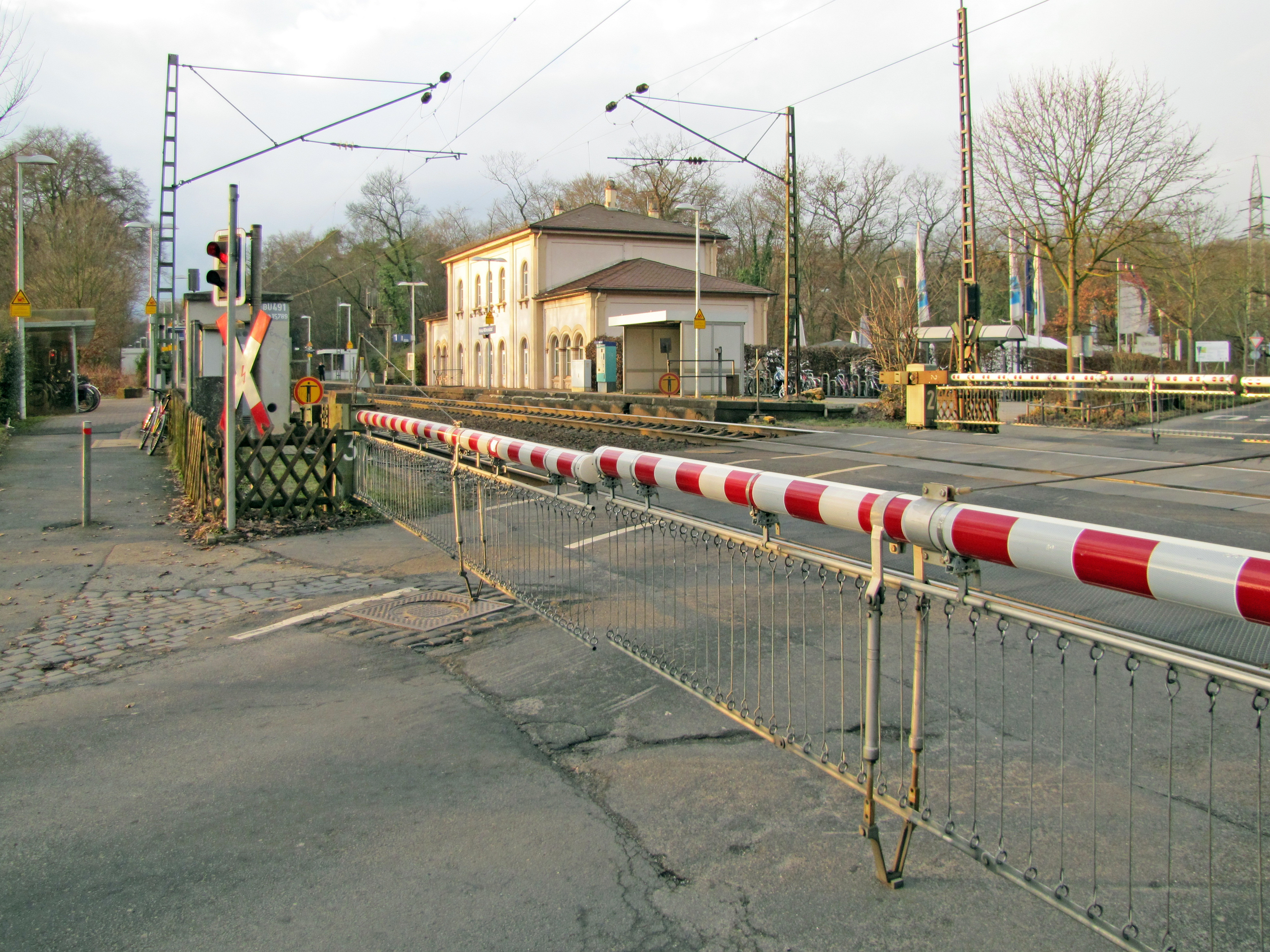
Niveaugleicher Bahnübergang und Empfangsgebäude

Der schon erwähnte Bahnübergang, mit dem die Burgallee die Bahnstrecke kreuzt, ist auch heute noch niveaugleich und auf der viel befahrenen Hauptstrecke ein Hindernis sowohl im Bahnbetrieb als auch für den Straßenverkehr. Im Zuge der Nordmainischen S-Bahn soll er beseitigt werden. Wann es zu diesem Ausbau kommen wird, ist jedoch nicht bekannt. Planungen hierfür reichen bis in die 1970er Jahre zurück. Auffällig ist auch die kurvenbedingte starke Neigung der Gleise, welche zu zahlreichen Schleifkontakten mit Kraftfahrzeugen geführt hat, und deren Spuren im Übergangsbereich sichtbar sind.